# Poddany
Poddany (czes. poddaný, ang. subject, niem. Untertan, szw. undersåte) – w państwach o ustroju monarchicznym oznaczał wszystkich mieszkańców danego państwa, gdyż byli poddani władzy i woli monarchy. Oczekiwano od nich (szczególnie w krajach, gdzie rządził absolutyzm, np. w Rosji) wiernopoddańczego stosunku do osoby monarchy.
Pojęcie wyszło z użycia w większości krajów po 1918 i najpóźniej po 1950. Zastąpił je obywatel: fr. citoyen, ang. citizen, niem. Staatsbürger, szw. medborgare.